# 佩妮拉·温贝里
佩妮拉·温贝里（瑞典語：Pernilla Winberg，1989年2月24日—），瑞典女子冰球运动员。她曾代表瑞典参加2006年、2010年、2014年和2018年冬季奥林匹克运动会冰球比赛，获得一枚银牌。